# Tomáš Vosolsobě
Tomáš Vosolsobě (7. března 1937, Praha – 10. ledna 2011, Slaný) byl český malíř, filatelista a příležitostný fotograf.
Po ukončení studií na Akademii výtvarných umění v Praze pracoval jako výtvarník z povolání, věnoval se rovněž filmové tvorbě a navrhoval reklamní grafiku. V 70. letech pracoval jako fotograf pro Poštovní muzeum v Praze. Díky tíživým okolnostem v Československu odešel roku 1982 do Švýcarska, kde strávil 18 let života. Jeho umělecký styl je osobitý a jeho díla vždy reagovala na proměňující se dobu. Byl představitelem informelu, ve svých výtvarných dílech rozvíjel téma symetrie a nemalou část své tvorby zasvětil výrazným barevným kontrastům. Byl členem Svazu československých výtvarných umělců, Unie výtvarných umělců České republiky a Středočeského sdružení výtvarníků. Svá díla vystavoval na řadě samostatných i skupinových výstav.

## Biografie

### Rodina a dětství
Tomáš Vosolsobě se narodil v Praze jako jediný syn Ladislava a Marie Vosolsobě. Otec pracoval v Živnostenské bance a později se stal vedoucím průmyslových podniků, které banka ovládala. Díky častým přesunům jeho pracoviště se rodina několikrát stěhovala. Roku 1947 se Tomáš Vosolsobě s rodiči usadil v Uhříněvsi, kde otec přijal místo ředitele cihelny. V Uhříněvsi bydlel Tomáš Vosolsobě až do roku 1982. Umění bylo přirozenou součástí rodiny Vosolsobě, k zájmu o něj ho ovšem přivedl zejména výtvarný kroužek akad. mal. Jana Fořta, který navštěvoval v rámci střední školy v Uhříněvsi.

### Vzdělání
Od roku 1952 studoval Vyšší školu uměleckého průmyslu v Praze, kde byl žákem Demetera Livory. Po reorganizaci školy roku 1954 se stal žákem Výtvarné školy v Praze na Hollarově náměstí, kde ho ve třetím ročníku kresbu a malbu vyučoval prof. Karel Tondl, ve čtvrtém ročníku prof. Karel Müller. Po ukončení studia maturitou v roce 1956 byl přijat ke studiu na Akademii výtvarných umění v Praze. Nejprve navštěvoval všeobecný ateliér prof. Vladimíra Sychry. Od třetího ročníku nastoupil do ateliéru Vlastimila Rady, v letním semestru přestoupil k prof. Karlu Součkovi, u něhož roku 1962 absolvoval. Studia zakončil čestným rokem.

### Léta 1963–1970
Ve svých dílech hledá cestu pod optický povrch věcí. Snaží se zachytit jsoucno na paletě bytí s vědomím, že vidí pouze do prvního ohybu cesty.“ Pavel Čtvrtník
Již během studií se seznámil s tehdejší abstraktní malbou, ačkoliv se v 50. letech prosadila doktrína socialistického realismu a seznámit se s dobovým světovým uměním bylo velmi těžké. Velký vliv měl na Tomáše Vosolsobě článek kritika a teoretika umění Jiřího Padrty, uveřejněný v revue Výtvarné umění v roce 1957, který pojednával o tehdejším dění na výtvarné scéně v západní Evropě a Americe. Nepřipojil se k žádné ze vznikajících neformálních uměleckých skupin. V té době experimentoval a hledal vlastní cestu. Vyrovnával se s problematikou informelu. Experimentoval s litím a stříkáním tuše na papír. Jeho díla prostupovaly motivy karetních králů a pištců, psů, abstraktních krajin a ženských figur. Významnou součástí jeho tvorby se stala technika dekalku, zrcadlově symetrického otisku, která ho zaujala již v jeho uměleckých počátcích a kterou nadále rozvíjel. Pracoval s tuší, akvarelovými a kvašovými barvami. Od poloviny 60. let se v jeho tvorbě objevily i konkrétní předměty – papíry, mince, kovové a dřevěné destičky.
V roce 1964 měl první samostatnou výstavu v Klubu Mánes v Praze. Účastnil se přehlídek mladých umělců v letech 1965, 1966 a 1967, které byly jedinečnou příležitostí k umělecké konfrontaci jeho generace – Výstavy mladých 65 v ÚLUV v Praze, Výstavy mladých v Moravské galerii v Brně a výstavy Nová jména v Galerii Václava Špály v Praze.
Byl vášnivým filatelistou, zabýval se zejména aerofilatelií. Věnoval se plakátové tvorbě, stal se autorem a ilustrátorem publikací Umění gotické a Umění renesance, které vydalo Státní nakladatelství dětské knihy v roce 1966. Blízko měl k filmovému prostředí, stýkal se s Karlem Vachkem, Jozefem Ort-Šnepem či Jiřím Menzelem. Podílel se na vzniku dokumentárních filmů Hovory o krajině (1969) a Vladimíra Preclíka sochy (1970) pro Krátký film Praha. Koncem šedesátých let se uzavřela jedna etapa jeho uměleckého života, etapa učení, experimentování a hledání osobitého stylu.

### 70. léta
V sedmdesátých letech nebylo na československé kulturní scéně pro umělce jeho typu místo – pro individualistu, trvajícím na svém výtvarném projevu a pevných životních postojích. Z důvodu neloajality ke komunistickému režimu nebyl součástí uměleckých elit tehdejší doby. Záchytným bodem se mu stala spolupráce s Poštovním muzeem v Praze, která započala již na konci 60. let, kdy vypracoval výtvarné řešení filatelistické expozice v rámci světové poštovní výstavy Praga 1968. Postupně byl pověřen fotodokumentací sbírkových předmětů a poštovního provozu. Vrcholem jeho fotografické činnosti se stalo v letech 1977 až 1979 portrétování výtvarných umělců a rytců, kteří se podíleli na tvorbě poštovních známek – Františka Grosse, Zdeňka Sklenáře, Josefa Lieslera, Kamila Lhotáka a dalších. Nesnadná situace vyvrcholila v roce 1982 odchodem do Švýcarska.

### Švýcarská perioda
Do Švýcarska odešel se svou ženou Ritou, která pocházela ze švýcarského Curychu. Nejdříve žili v městečku Schliern bei Köniz v bernském kantonu a od roku 1986 v Curychu. Vrátil se ke svobodné tvorbě, k otiskům a osové souměrnosti. Nejprve pracoval zejména s kvašovými barvami, později používal akrylové barvy na pavatexu. Vystupňoval barevnou intenzitu, jeho díla ovládl velmi jasný kolorit a kontrasty nelomených barev (červená, zelená, žlutá, modrá) jako reakce na prostředí, ve kterém se pohyboval. Inspirací se mu stala jasná obloha, barevné kontrasty a pestrost jižních zemí – Itálie a Španělska, které pravidelně navštěvoval. Jeho tvorbu ovlivnily zážitky a reálné situace, např. koncová světla aut jedoucích po dálnici, ale také symetričnost barokních staveb. Vystavoval převážně ve Švýcarsku, ale i v Německu a Itálii, výstavy zajišťoval i organizačně. Od roku 1992 navštěvoval Českou republiku, v roce 1993 své kresby a obrazy prezentoval v Poštovním muzeu v Praze – na své první výstavě v České republice po odchodu do Švýcarska. K výstavě navrhl rovněž příležitostné poštovní razítko a přítisk na propagační dopisnici. Průřez tvorbou Tomáše Vosolsobě následně představila řada českých muzeí a galerií.

### Návrat do České republiky
V roce 2000 se vrátil do České republiky natrvalo a usadil se spolu se svou ženou Ritou ve středočeských Velvarech. Věnoval se uspořádávání a prezentaci své celoživotní tvorby. Jeho díla se objevila v rámci samostatných nebo skupinových výstav v řadě českých muzeí a galerií. Na začátku roku 2011 Tomáš Vosolsobě zemřel ve věku nedožitých 74 let a byl pochován na hřbitově ve Velvarech. Roku 2012 vyšla platná poštovní známka s motivem jeho kresby.

## Zastoupení děl v galeriích a institucích
- Galerie Tomáše Vosolsobě ve Velvarech
- Alšova jihočeská galerie v Hluboké nad Vltavou
- Muzeum umění Olomouc
- Galerie Benedikta Rejta v Lounech
- Národní galerie v Praze dlouhodobé zápůjčky
- Prácheňské muzeum v Písku
- Könizer Galerie v Könizu /CH
- Präsidial- und Finanzdirektion Köniz /CH
- Švýcarská národní banka /CH